# 炭坑節

田川市の石炭記念公園内にある炭坑節発祥の地の碑

炭坑節（たんこうぶし）は、福岡県に伝わる民謡である。現在の田川市が発祥といわれる。
もともとは炭鉱労働者によって唄われた明治時代に派生した民謡『伊田場打選炭唄』が原曲で、「月が出た出た月が出た、ヨイヨイ」の一節で知られる。もともとは盆踊り唄ではなかったものの、戦後全国的に流行してからは伝統的な盆口説などにとってかわって盆踊り唄として唄われるようになった。また、この曲は、元々は春歌だったとも言われる。

## 唄の種類
ゴットン節（チョンコ節）
先山と呼ばれた掘り手や、後山と呼ばれた運搬係が唄ったものであり、歌詞の内容は春歌、悪口、自嘲、恋愛など多岐にわたる。節回しは、全国的に流行したチョンコ節という春歌の変化したものである。
石刀唄
マイト方などと呼ばれた発破係がダイナマイトを仕掛ける際に、ノミで岩盤に穴を開けながら唄ったものである。
南蛮唄
坑内の水を汲み出す際に、南蛮という大きなロクロを何人かで押して回しながら唄ったものである。後に花柳界でも唄われ、三味線伴奏が付けられた。なお山口県の宇部炭鉱でも「南蛮音頭」が唄われたが、それとは別の唄である。
選炭唄
運び出された石炭の中からボタと呼ばれる屑を取り除く際に、女性作業員によって唄われたものである。炭坑によって節回しが大きくことなっているほか、場打選炭、機械選炭など選炭の方法によっても節回しや速度が異なる。
座敷唄
選炭唄が、田川郡在住の小学校教師であった小野芳香により1910年（明治43年）に編曲されたものである。田川のみならず小倉などの花柳界でも盛んに唄われた。その後、1932年（昭和7年）に後藤寺検番の歌二・後藤寺芸妓連により「炭坑唄」のタイトルで初めてレコード化され、数年後に赤坂小梅のレコードも発売された。ただし、小梅のレコードの三味線伴奏は小倉の花柳界で付けられたものであり、田川のものとは異なる。
流行唄
後述

## 流行唄としての炭坑節

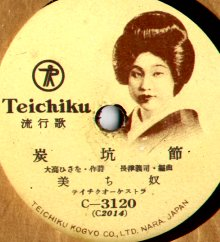
1950年にテイチクレコードから発売された美ち奴「炭坑節」のSPレコード

戦前に座敷唄のレコードが発売されてから、東京方面で炭坑節が流行するようになり、節回しが変化して現在盆踊りでよく唄われる炭坑節になった。1948年（昭和23年）11月にはコロムビアレコードで赤坂小梅、ポリドールレコードで日本橋きみ栄、テイチクレコードで美ち奴、キングレコードで音丸が炭坑節をレコードに吹き込んだが、赤坂小梅のみが座敷唄の節回しであり、あとの3人は流行唄の節回しで唄っている。各社ともレコードは大ヒットし、当時の傾斜生産方式による石炭増産の風潮もあって知名度が高まった。炭労が総評の基幹労組だった昭和30年代には、春闘で炭労幹部が団交のため上京して夜の銀座のバーに乗り込むとジャズやワルツの演奏を止めて炭坑節を演奏したという逸話がある。さらに炭坑節をもとにした「新炭坑節」「新々炭坑節」「月が出た出た」という歌謡曲も作られ、いずれも久保幸江や霧島昇によって唄われヒットしている。
炭坑節が大流行する中で、一部の出版物や歌詞カードに誤記があったことから、福岡県大牟田市の三井三池炭鉱（1997年3月30日閉山）で生まれたという誤解が広がった。また、伊田町と後藤寺町との間でどちらの炭坑節が元祖かという論争も過熱した。この論争は、伊田が元祖だということで一応は決着がついている。歌詞中の煙突は現在も田川石炭記念公園に保存されている三井田川炭鉱の二本煙突の事と言われている。
全国各地の盆踊りでのスタンダードとなっているものは、鈴木正夫の歌ったものが各地の自治会の間などでのカセットテープによるダビングであるケースが多い。福岡県筑豊では、三橋美智也の歌うものが演奏され、夏祭りの最後を飾る。
またプロ野球の埼玉西武ライオンズは前身が福岡に本拠地を置く西鉄ライオンズだったため、現在でも炭坑節をチームが勝利した際に応援団が演奏する。
なお、炭坑節の発祥については筑豊地域以外にも諸説ある。
一説として、浪花節から派生した俗曲「奈良丸くずし」（大正2年） の三番の歌詞「月が出た出た月が出た/セメント会社の上に出た/東京にゃ煙突が多いから/さぞやお月様煙たかろう」は東京・江東区での煙突が並ぶ風景を歌い、のちの炭坑節の元となった。のち流行するにつれ、情歌・春歌に歌詞が変化していった例もある。

## 防災行政無線チャイム
- 福岡県田川市では、10月～3月は17:00に、4月～9月は18:00に時報として市内全域88箇所に設置されている防災行政無線から『炭坑節』が放送されている。

## 関連作品
- 1963年10月、坂本九による歌唱が「九ちゃんの炭坑節」と題して、アメリカ進出第3弾として発売された。
- 2001年1月、炭坑節とその元唄とされる楽曲を収録したCD『炭坑節の源流』を発表。プレスした1000枚は2週間で完売した[7]。
- 2001年秋、発祥の地とされている田川市の市民団体グループ「がんばれ田川プロジェクト21」のメンバーによって、炭坑節をユーロビート調に編曲した「パラパラ炭坑節」（パラタン）が発表された[7]。
- 2004年に市民団体の「スローフード金沢」と北陸農政局が、本曲の替え歌「ニコニコ食育音頭」（歌：Negicco）を製作した。
- チンドン楽団のソウル・フラワー・モノノケ・サミットがアルバム『デラシネ・チンドン』に収録。
- 発祥の地とされている田川市では、地元の商工会議所の要望を受け、2011年より市内の防災行政無線で17:00（10月～3月）もしくは18:00（4月～9月）に流れるミュージックチャイムに炭坑節を採用している[8]。
- バンダイナムコエンターテインメントの音楽ゲーム『太鼓の達人』シリーズでは、第1作〜第4作、家庭用『太鼓の達人 タタコンでドドンがドン』、リハビリ用機器『太鼓の達人RT〜日本の心〜』に収録されていた。
- セガ・インタラクティブの音楽ゲーム『maimai』では、光吉猛修のボーカルによるリミックス曲「炭★坑★節」が収録されている。
- 2013年より、『笑ゥせぇるすまん』の喪黒福造（声：大平透）を流用した「黒烏龍茶」（サントリー）のCMで、それまでの著名人アニメキャラに代わってオリジナル主婦キャラが登場し、替え歌を歌っている。
- フランキー堺とシティ・スリッカーズ時代の植木等がスパイク・ジョーンズ風にアレンジされたものを歌っている。レコードに残された植木等の最も若い歌声である。
- NeoBalladの2013年発売のアルバム「02 〜黄金の里〜 (ゼロニ コガネノサト)」の10曲目に収録されている。
- 花見桜こうき - アルバム『花見便り～俺の女唄名曲集～』に収録。（2015年）
- 氷川きよし - アルバム『新・演歌名曲コレクション6 -碧し-』に収録。（2017年）
- 民謡クルセイダーズ - アルバム『エコーズ・オブ・ジャパン』に収録。（2017年）

## 「炭坑節」が登場する作品
- 『ぼくはケムゴロ』（赤塚不二夫作、小学館「小学四年生」1971年4月号～1972年3月号） - 主人公のタロとジロの家に家庭訪問に来た先生が酔っ払って炭坑節を歌い踊る。
- 1986年に放送されたアニメ『めぞん一刻』の第8話にて、六本木朱美が下宿先である一刻館へ帰って来る時に酔った勢いで一節だけ口ずさんでいた。